# Ukraińskie Towarzystwo Naukowe
Ukraińskie Towarzystwo Naukowe – ukraińska instytucja naukowa, założona w Kijowie w Rosji w 1907. Było odpowiednikiem Towarzystwa Naukowego im. Szewczenki, działającego w Austrii, utworzonym w celu organizacji ukraińskiej pracy naukowej oraz popularyzacji języka ukraińskiego.
Jednym z założycieli i pierwszym przewodniczącym Towarzystwa był Mychajło Hruszewski. Towarzystwo dzieliło się na sekcje: historyczną, filologiczną i przyrodniczo-techniczną; oraz na komisje: medyczną i statystyczną.
Towarzystwo wydawało w latach 1908-1908 „Zapysky Ukrajinskoho Naukowoho Towarystwa”.
Po utworzeniu w 1918 Narodowej Akademii Nauk Ukrainy działalność Towarzystwa znacznie osłabła, a w 1921 zostało ono włączone w skład Ukraińskiej Akademii Nauk.